# سجهرود
سجهرود هي قرية في مقاطعة خلخال، إيران. يقدر عدد سكانها بـ 256 نسمة بحسب إحصاء 2016.